# Pfarrkirche Haselbach (Gemeinde Niederhollabrunn)

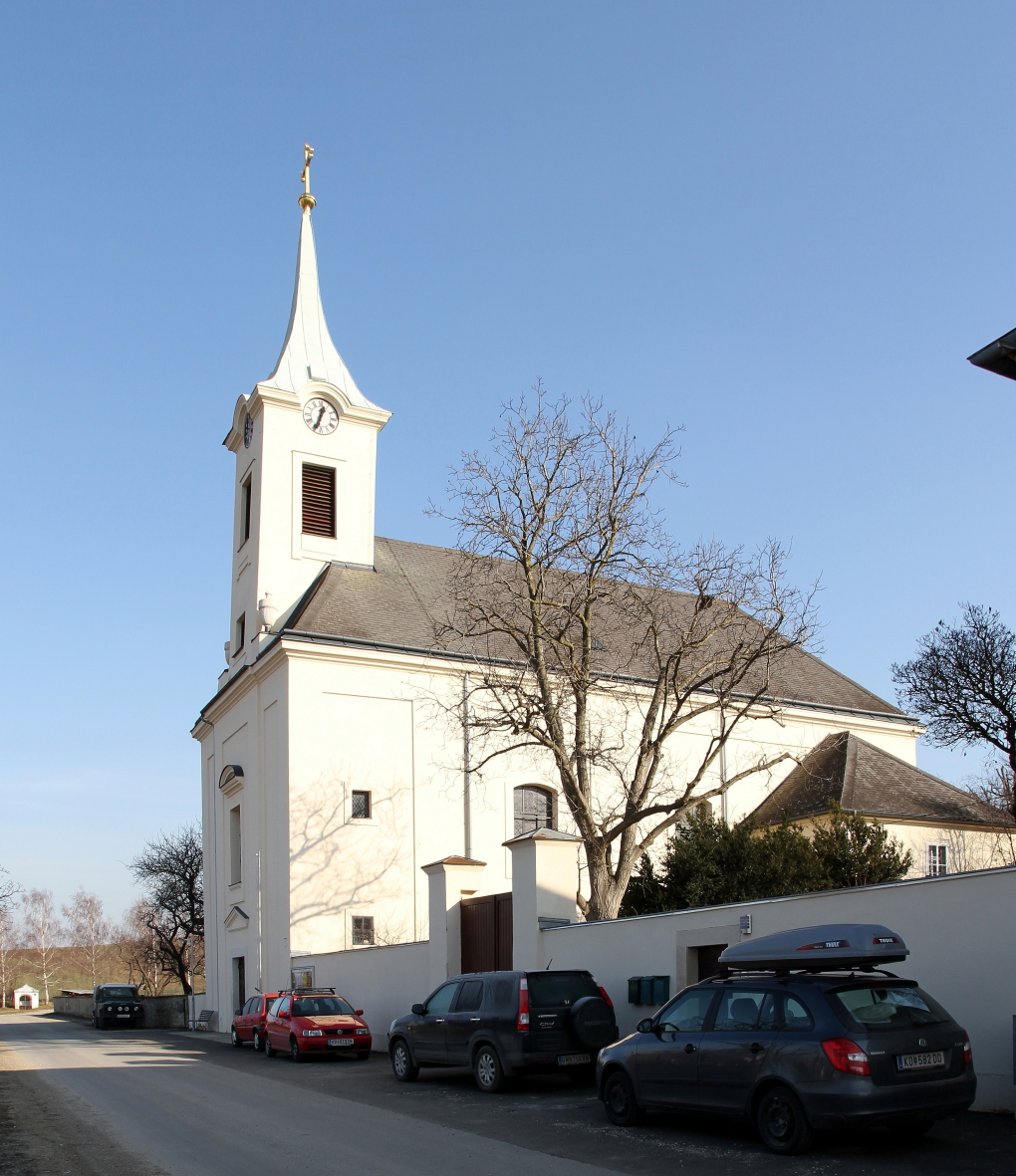
Pfarrkirche hl. Michael in Haselbach

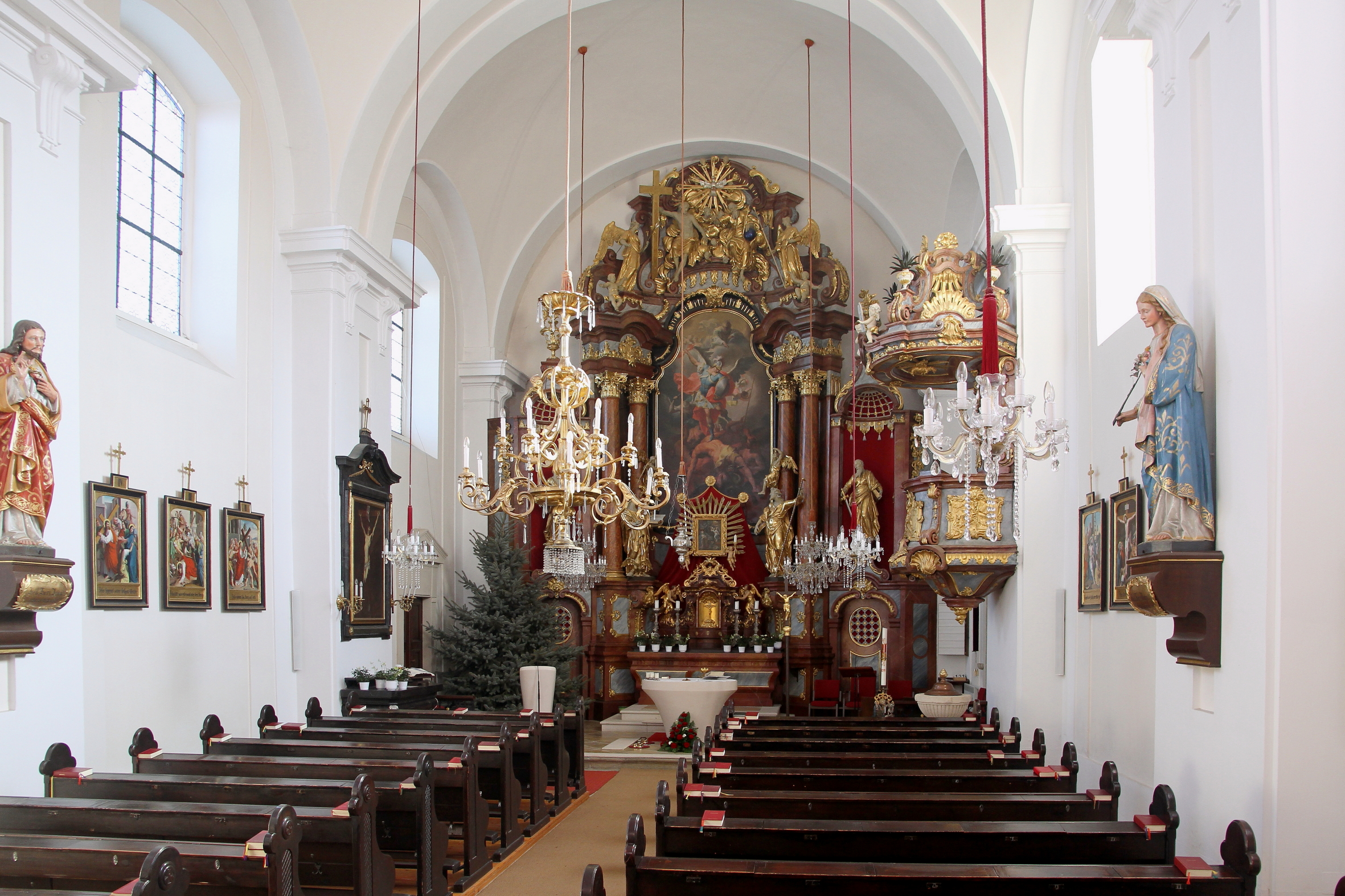
Kircheninneres

Die römisch-katholische Pfarrkirche Haselbach steht leicht erhöht auf einer Geländekante im Osten der Ortschaft Haselbach in der Gemeinde Niederhollabrunn im Bezirk Korneuburg in Niederösterreich. Sie ist dem heiligen Michael gewidmet und liegt im Dekanat Stockerau im Vikariat Unter dem Manhartsberg der Erzdiözese Wien. Das Bauwerk steht unter Denkmalschutz (Listeneintrag).

## Geschichte
Die ursprüngliche Kirche stand auf dem Michelberg. Diese wurde wahrscheinlich schon im 9. Jahrhundert errichtet. In den Jahren 1745 bis 1748 wurde sie auf dem Michelberg neu errichtet. Nach ihrer Schließung und Abtragung im Jahr 1783 wurde mit dem Neubau der Kirche im Ort 1785 unter Verwendung des Abbruchmaterials begonnen. Die Pläne für den Bau stammen von Josef Gerl. 1785 wurde die Kirche zur Pfarrkirche erhoben und dem Stift Klosterneuburg inkorporiert. Nach einem Brand im Jahr 1826 wurde die Kirche außen erneuert.

## Architektur
Kirchenäußeres
Die Kirche ist eine spätbarocke Saalkirche. Sie ist ein schlichter, flachgeschlossener Bau mit einheitlicher Feldergliederung durch Faschen und Flachbogenfenstern. Die Fassade wird nach oben hin waagrecht abgeschlossen. Das Portal ist mit einem Giebelaufbau überdacht und durch den Kirchturm zwischen Vasenaufsätzen überhöht. Dieser weist einen Uhrengiebel auf und wird durch ein Pyramidendach abgeschlossen. Westlich schließt die Heilig-Grabkapelle aus dem 19. Jahrhundert an die Kirche an, östlich die Sakristei.
Kircheninneres
Das Kircheninnere ist einheitlich gestaltet und besteht aus einem dreijochigen Rechtecksaal. Dieser ist von queroblongem Platzlgewölbe überwölbt. Dazwischen sind mittig verdoppelte Gurtbögen, die auf Wandpfeilervorlagen mut Volutenkonsolen im Gebälk ruhen. Das Emporenjoch ist seichter, als die anderen Joche und durch eingezogene, von Pilastern flankierte Doppelgurtbögen zum Schiff hin geöffnet. Am Zuganker sind eine Girlande und das Wappen des Stiftes Klosterneuburg aus der Zeit um 1730 zu sehen. Die Orgelempore ist platzluntewölbt. und als gedrückte Arkade mit Brüstung im Plattenstil ausgeführt. Im dritten Joch, dem Chorjoch sind auf beiden Seiten Portale, mit dreieckigen Giebelverdachungen zur Sakristei bzw. zur platzlgewölbten Heilig Grab Kapelle.

## Ausstattung
Die Ausstattung stammt aus der 1745 bis 1748 neu erbauten Kirche auf dem Michelberg. Der Hochaltar wurde zwischen 1745 und 1749 gebaut und nimmt die gesamte Abschlusswand ein. Die Umrahmung des Altarbildes ist geschwungen. Das Altarbild wird von konvexen Doppelsäulenflanken und einem Volutenauszug eingerahmt. Über den Opfergangsportalen sind Flügelansätze mit Figurennischen. Das Altarblatt zeigt den heiligen Michael. Es wurde von Michelangelo Unterberger gemalt. Die Figuren stammen urkundlich von Simon Reindl. Seitlich ist der Evangelist Johannes, der heilige Simon, der heilige Petrus und der heilige Paulus dargestellt. In der Auszugsgruppe sind die Heiligste Dreifaltigkeit sowie die Erzengel Raphael und Gabriel dargestellt. Den Tabernakelaufbau schuf Johann Trimbor. Das Vorsatzbild zeigt die „Verkündigung Mariens“. Das Gnadenbild wurde vor 1704 gemalt.
Der Seitenaltar besteht aus deiner Mensa aus der Mitte des 18. Jahrhunderts. Darüber erhebt sich eine klassizistische Bildrahmenretabel. Das Altarbild zeigt ein Kruzifix und wurde Ende des 18. Jahrhunderts gemalt. Die Kanzel in Rokokoformen stammt aus der Mitte des 18. Jahrhunderts. An Kanzelkorb und der Rückwand sind Reliefs der Evangelisten. Am geschwungenen Schalldeckel ist ein Volutenbaldachin. Das Ölbild der heiligen Maria Immaculata stammt aus dem dritten Viertel des 19. Jahrhunderts, die Statuen der Heiligen Sebastian und Johannes Nepomuk stammen aus der Mitte des 18. Jahrhunderts. Der Taufstein wurde Ende des 18. Jahrhunderts geschaffen. Er besteht aus Sandstein und hat ein gebuckeltes Becken. Das Gestühl ist barock, die Kerzenleuchter spätbarock. In deren Blechschnitt ist die Verkündigungsszene zu sehen. Die Kirchenfahnen sind mit Ölbildern aus der Zeit um 1900 versehen.
In der Heilig-Grab-Kapelle ist ein kleiner klassizistischer Altar aus dem zweiten oder dritten Viertel des 19. Jahrhunderts. Darüber ist eine rundbogige Säulenädikula. Die zwei barockisierenden Wächterfiguren stammen vom ehemaligen Heiligen Grab. Der Beichtstuhl ist von 1901.

## Orgel
Die Orgel mit zweigeteiltem Prospekt stammt aus dem Jahr 1903 von Josef Ullmann.